# Frank Ziegler (Radsporttrainer)

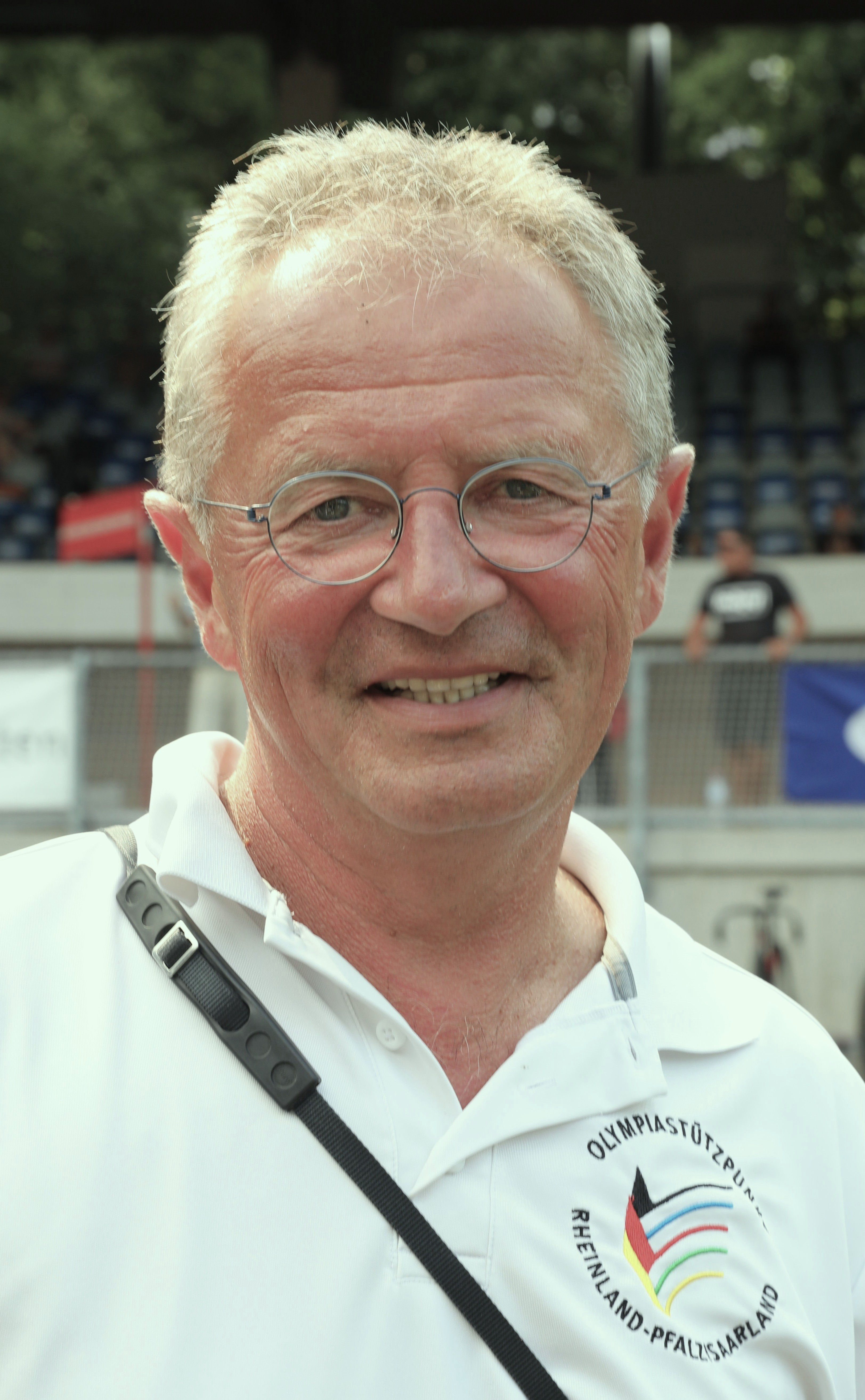
Frank Ziegler (2018)

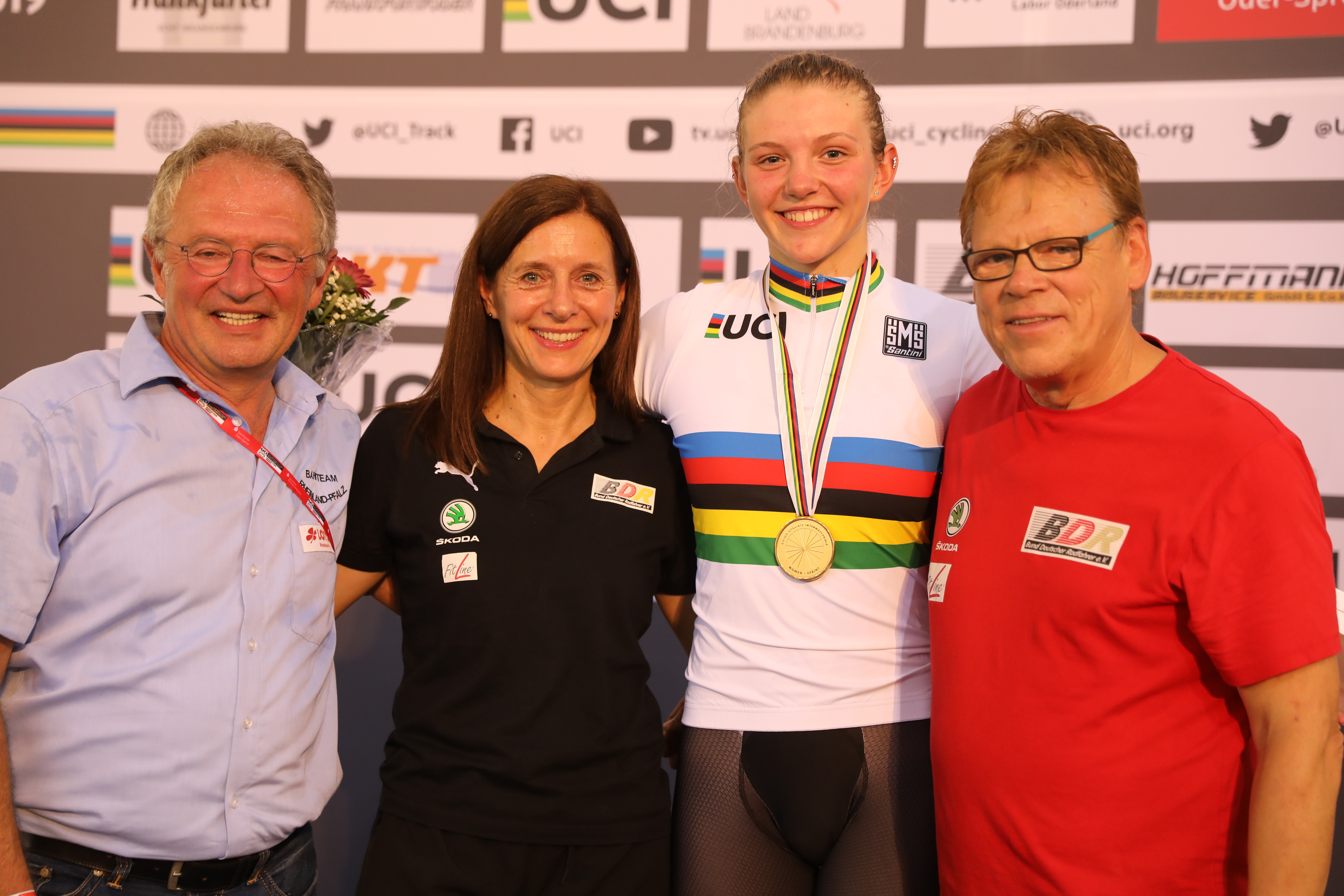
Ziegler (l.) mit Alessa-Catriona Pröpster sowie den Betreuern Alexandra Welte und Jörg Winkler (2019)

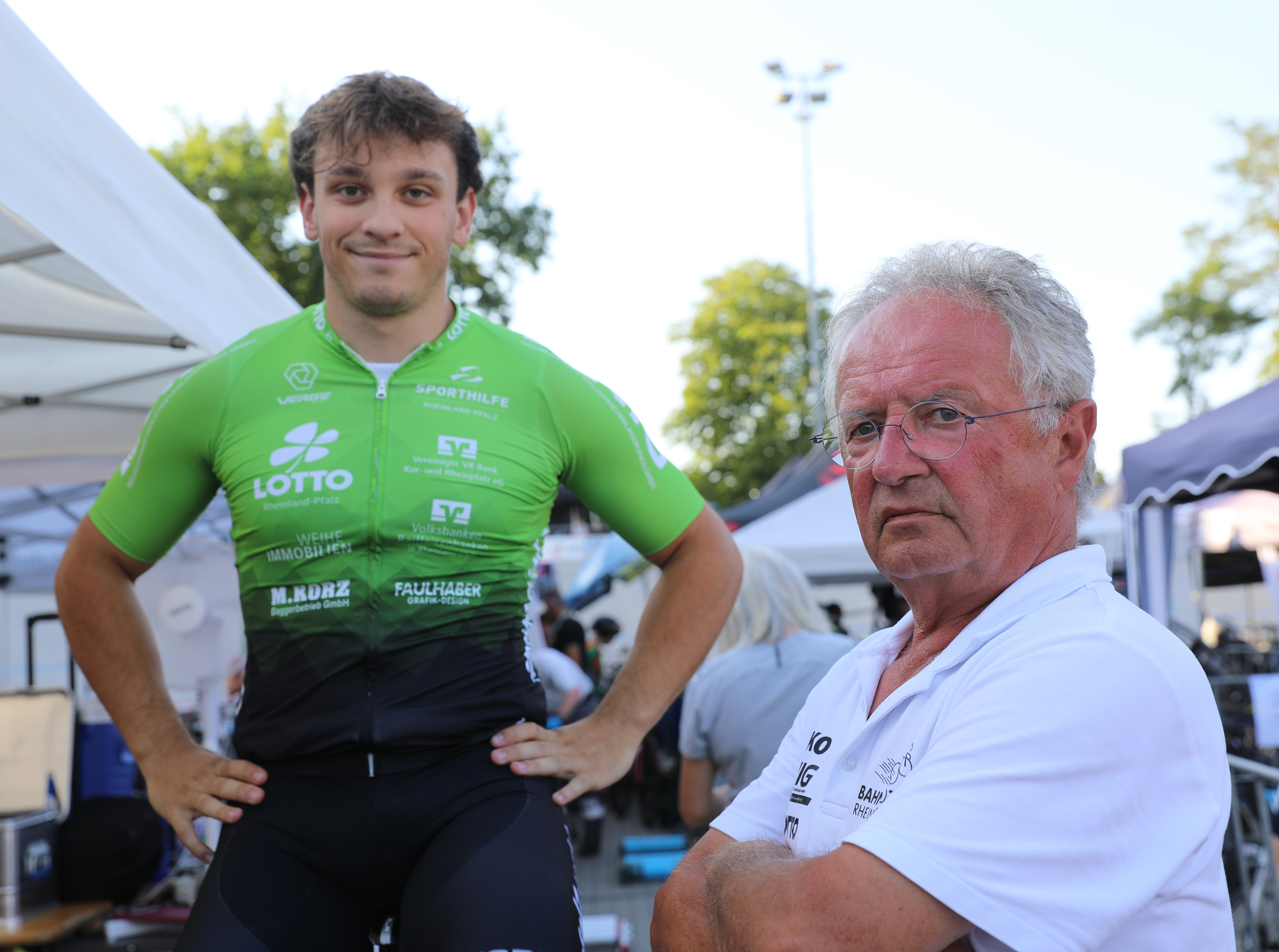
Ziegler mit seinem Schützling Luca Spiegel (2025)

Frank Ziegler (* 1959 in Gera) ist ein deutscher Radsporttrainer.

## Beruflicher Werdegang
Frank Ziegler wurde nicht zur Erlangung des Abiturs zugelassen – „Vielleicht weil ich Westverwandtschaft hatte“. Doch nachdem er ein Sichtungs-Radrennen gewonnen hatte, wurde er von der 1973 in seiner Heimatstadt eröffneten Sportschule aufgenommen und konnte dort auch das Abitur ablegen. Unter seinen Klassenkameraden waren Olaf Ludwig und Thomas Barth. Beim Übergang in die Männerklasse erfüllte er aber die Normzeiten nicht. Daraufhin nahm er ein Sportstudium an der Deutschen Hochschule für Körperkultur  in Leipzig auf. Nachdem er bei einer ersten Aufnahmeprüfung durchgefallen war, konnte er das Studium 1983 beginnen. Anschließend wurde er Trainer an der Sportschule in Gera.
Nach der Wende wechselte Ziegler an das Heinrich-Heine-Gymnasium in Kaiserslautern, eine Eliteschule des Sports, nachdem ihm zwei frühere Schützlinge positiv über diese Schule berichtet hatten. Auch wurde er Bundesstützpunktleiter und Landestrainer im Bereich Bahnradsport; als solcher betreut er das „Bahnrad-Team Rheinland-Pfalz“.
Seitdem haben Radsportlerinnen und -sportler, die er betreut, nach seiner Zählung rund 500 Medaillen, darunter 20 Weltmeistermedaillen errungen. Darunter befinden sich der zweifache Weltmeister und heutige Bundestrainer Jan van Eijden, Pascal Ackermann, seine Stieftochter, die Olympiasiegerin Miriam Welte sowie Luca Spiegel, U23-Europameister im Sprint, Europameisterin Alessa-Catriona Pröpster und der deutsche Meister Henric Hackmann. Auch die mehrfachen Weltmeisterinnen Pauline Grabosch und Emma Hinze begannen ihre Laufbahnen unter der Ägide Zieglers in Kaiserslautern.

## Ehrungen
- 2013, 2022: Trainer des Jahres von Rheinland-Pfalz[5]
- 2024: Sportplakette des Landes Rheinland-Pfalz[6]

## Privates
2001 heiratete Frank Ziegler seine heutige Frau Alexandra Welte, die als Physiotherapeutin ebenfalls im Radsport tätig ist.